# Ballota africana
Ballota africana là một loài thực vật có hoa trong họ Hoa môi. Loài này được (L.) Benth. mô tả khoa học đầu tiên năm 1834.